# Rock Creek Park
Rock Creek Park es un lugar designado por el censo ubicado en el condado de El Paso en el estado estadounidense de Colorado. En el Censo de 2010 tenía una población de 58 habitantes y una densidad poblacional de 84,19 personas por km².

## Geografía
Rock Creek Park se encuentra ubicado en las coordenadas 38°42′4″N 104°50′5″O / 38.70111, -104.83472. Según la Oficina del Censo de los Estados Unidos, Rock Creek Park tiene una superficie total de 0.69 km², de la cual 0.69 km² corresponden a tierra firme y (0%) 0 km² es agua.

## Demografía
Según el censo de 2010, había 58 personas residiendo en Rock Creek Park. La densidad de población era de 84,19 hab./km². De los 58 habitantes, Rock Creek Park estaba compuesto por el 89.66% blancos, el 3.45% eran afroamericanos, el 1.72% eran amerindios, el 0% eran asiáticos, el 0% eran isleños del Pacífico, el 3.45% eran de otras razas y el 1.72% pertenecían a dos o más razas. Del total de la población el 3.45% eran hispanos o latinos de cualquier raza.